# ファッラ・ダルパーゴ
ファッラ・ダルパーゴ（伊: Farra d'Alpago）は、イタリア共和国ヴェネト州ベッルーノ県アルパゴに属する分離集落（フラツィオーネ）。
かつては独立したコムーネであったが、2016年2月23日にピエーヴェ・ダルパゴ、プオス・ダルパゴと合併して新自治体の一部となった。

## 地理

### 位置・広がり

#### 隣接コムーネ
コムーネとしてのファッラ・ダルパーゴは、以下のコムーネと隣接していた。括弧内のTVはトレヴィーゾ県所属を示す。
- ベッルーノ
- フレゴーナ (TV)
- ポンテ・ネッレ・アルピ
- プオス・ダルパゴ
- タンブレ
- ヴィットーリオ・ヴェーネト (TV)